# ليونارد كيسي
ليونارد كيسي (بالإنجليزية: Leonard Casey)‏ (7 مايو 1888 - 8 أكتوبر 1964) هو لاعب كريكت نيوزلندي.

## وصلات خارجية
- ليونارد كيسي على موقع إي آس بي آن كريك إنفو (الإنجليزية)